# Dainembutsu-ji
Dainembutsu-ji (大念仏寺) és un temple budista situat a Osaka, districte d'Hirano-ku, Japó. És el temple principal del Yūzū nembutsu shū: hi estan afiliats uns 350 temples més.

## Història
Dainembutsu-ji pertanyia originalment a l'escola True Word i es deia修楽寺 (Shūraku-ji). Va ser visitat per Ryōnin (良忍, 1072–1132), el fundador del Yūzū nembutsu shū, després de la seva estada a Shi Tennō-ji (1127).
Sota Gongen (権現), successor de Ryōnin, el temple va passar al Yūzū nembutsu shū.
Es va convertir en el temple principal del Yūzū nembutsu shū sota Hōmyō (法明, 1279–1349), que el va restaurar.